# Ше (Пиј де Дом)
Ше (фр. Cheix) насеље је и општина у централној Француској у региону Оверња, у департману Пиј де Дом која припада префектури Риом.
По подацима из 2011. године у општини је живело 618 становника, а густина насељености је износила 133,48 становника/km². Општина се простире на површини од 4,63 km². Налази се на средњој надморској висини од 338 метара (максималној 350 m, а минималној 314 m).

## Демографија
| 1962. | 1968. | 1975. | 1982. | 1990. | 1999. | 2011. |
| ----- | ----- | ----- | ----- | ----- | ----- | ----- |
| 281   | 312   | 393   | 508   | 601   | 602   | 618   |

График промене броја становника у току последњих година